# 淡水紅樓

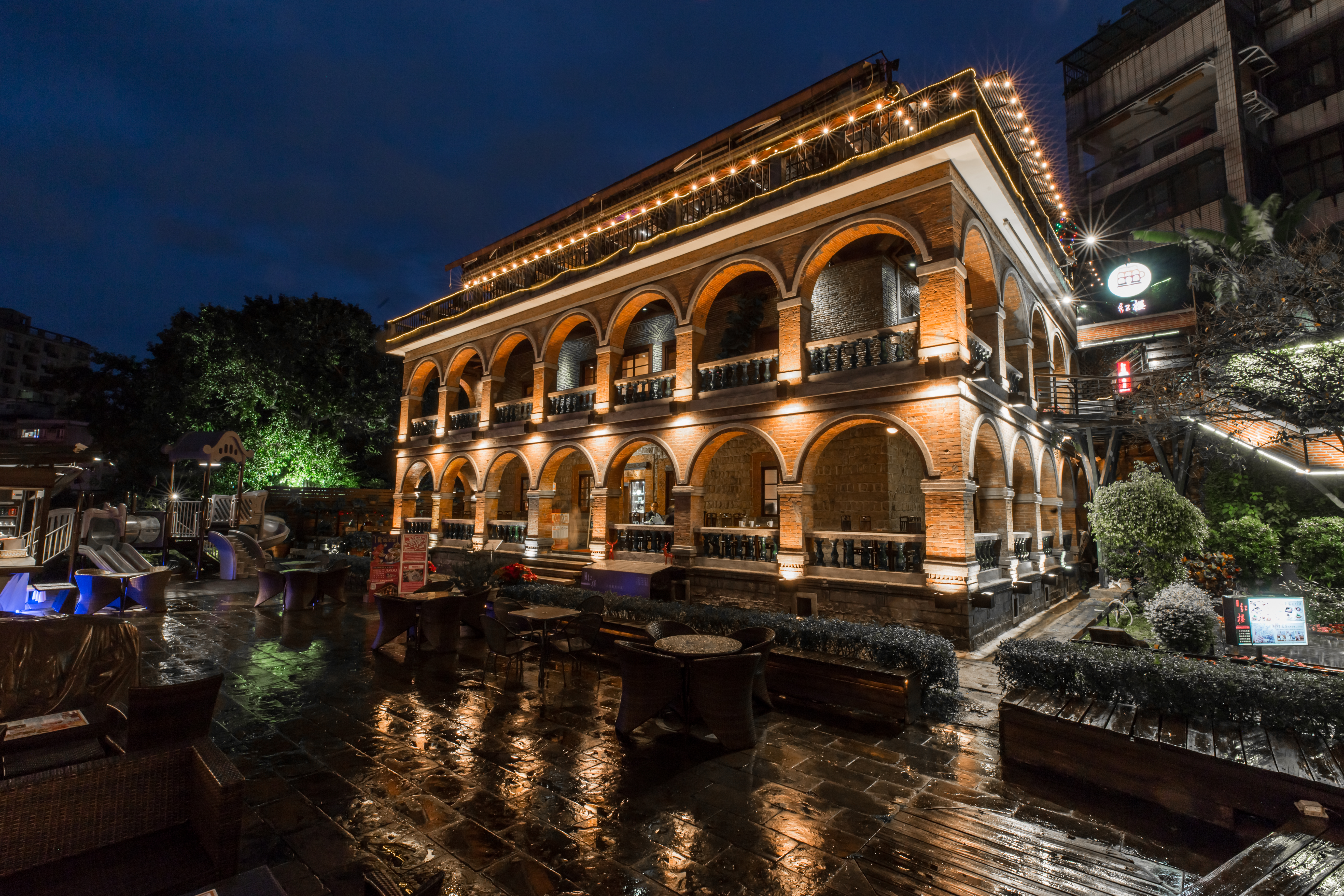
淡水紅樓

淡水紅樓位於臺灣新北市淡水區，曾在2001年的歷史建築百景徵選活動中獲得第六名。該建築原是船商李貽和的宅第，有著「達觀樓」的雅號，與已經拆除的「淡水白樓」齊名。該建築在2000年整修後，成為了複合式餐廳與藝文館。

## 沿革

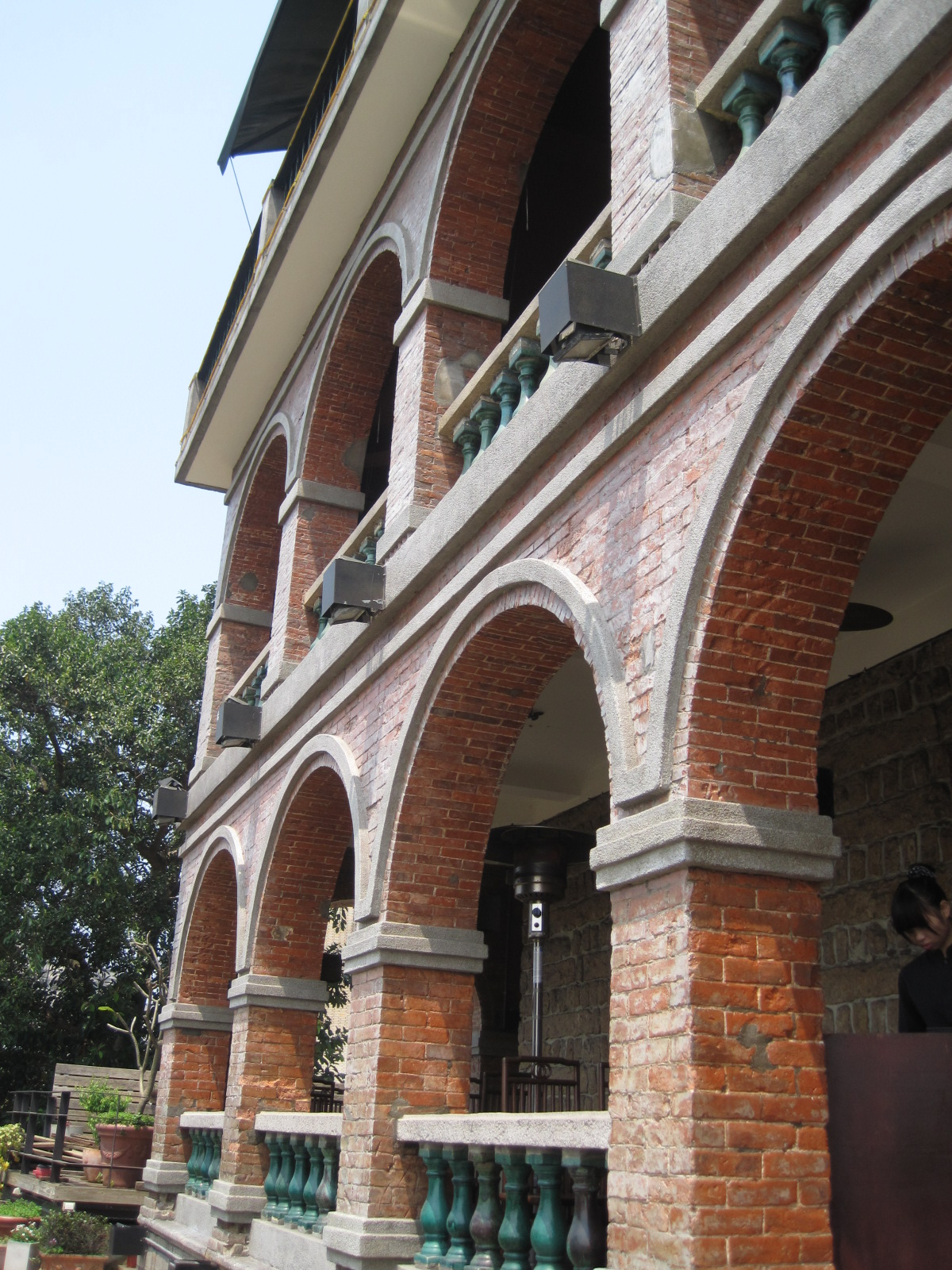
紅樓拱圈近觀

淡水紅樓由開設洋行致富的船商李貽和興建於1895年，於1899年落成，然而由於他所經營的兩艘貨船發生意外，經濟困難而將此樓在1913年轉賣給時任臺北廳參事的洪以南（後曾任淡水街長）。洪以南在成為這棟紅樓的主人後，為它取了「達觀樓」的雅號。而在搬到淡水之前，洪以南住在新北門街的逸園，因該地將被徵收開闢道路，且妻陳宇卿有心疾，需要良好的環境，適逢此棟洋樓出售且景觀甚佳遂將之買下。原本洪以南打算在1913年4月7日搬入新居，但後來因故改期，確切遷居時間不明，但該年6月5日時已確定搬入淡水新居。因洪以南為精於書畫的詩人，達觀樓也就成為文人雅士聚會的場所，曾作為瀛社例會的舉辦場地。
洪以南逝世後，其家人移居臺北，紅樓因而閒置。至1963年，洪氏後人將此樓轉售予德裕魚丸店主洪炳堅、洪許俸夫婦，由兩人出資整修建物。該建築在2000年整修完成後成為了餐廳與藝文館。

## 建築
淡水紅樓的三向立面為紅磚所造的連續半圓形拱圈，其內則為陽臺，而陽臺的欄杆則使用綠釉瓷瓶所製。至於建築物的臺基則使用唭哩岸石製成，高約3公尺，外面並留有空氣孔。

## 外部連結
- 淡水紅樓餐廳 （页面存档备份，存于）
- 淡水紅樓 - 新北市立淡水古蹟博物館 （页面存档备份，存于）
- 淡水紅樓 - 新北市觀光旅遊網
- 淡水紅樓中餐廳 Red Castle 1899的Facebook專頁